# Pseudocercosporella oxyriae
Pseudocercosporella oxyriae är en svampart som först beskrevs av Trail, och fick sitt nu gällande namn av U. Braun 1988. Pseudocercosporella oxyriae ingår i släktet Pseudocercosporella och familjen Mycosphaerellaceae.   Inga underarter finns listade i Catalogue of Life.